# Liz Carmouche
Liz Carmouche (Lafayette, 19 de febrero de 1984) es una artista marcial mixta estadounidense que actualmente compite en la categoría de peso mosca femenino en Bellator MMA.

## Carrera de artes marciales mixtas

### Invicta Fighting Championships
Liz se enfrentó a Ashleigh Curry en Invicta FC 1 el 28 de abril de 2012. Ella ganó la pelea por nocaut técnico en la primera ronda.
Carmouche se enfrentó a Kaitlin Young en Invicta FC 2 el 28 de julio de 2012. Ella ganó la pelea por sumisión con un estrangulamiento por la espalda en la segunda ronda.

### Ultimate Fighting Championship
En su debut en UFC, Carmouche se enfrentó a Ronda Rousey por el campeonato de peso gallo el 23 de febrero de 2013 en UFC 157. Liz perdió la pelea por sumisión en la primera ronda.
Se esperaba que Carmouche se enfrentará a Miesha Tate en UFC on Fox 8 el 27 de julio de 2013. Sin embargo, Miesha fue sacada de la pelea para participar como entrenadora en The Ultimate Fighter 18. Liz se enfrentó en su lugar a la debutante Jéssica Andrade. Carmouche ganó la pelea por nocaut técnico en la segunda ronda.
Carmouche se enfrentó a Alexis Davis el 6 de noviembre de 2013 en UFC Fight Night 31. Carmouche perdió la pelea por decisión unánime.
Carmouche se enfrentó a Miesha Tate el 19 de abril de 2014 en UFC on Fox 11. Carmouche perdió la pelea por decisión unánime.
El 4 de abril de 2015, Carmouche se enfrentó a Lauren Murphy en UFC Fight Night 63. Carmouche ganó la pelea por decisión unánime.
Carmouche se enfrentó a Katlyn Chookagian el 12 de noviembre de 2016 en UFC 205. Ganó la pelea por decisión dividida.
Carmouche se enfrentó a Alexis Davis en un combate de peso mosca femenino el 9 de diciembre de 2017 en UFC Fight Night 123. Perdió la pelea por decisión dividida.
Carmouche se enfrentó a Jennifer Maia el 14 de julio de 2018 en UFC Fight Night 133. Ganó la pelea por decisión unánime.
Carmouche se enfrentó a Lucie Pudilová el 23 de febrero de 2019 en UFC en ESPN+ 3. Ganó la pelea por decisión unánime.

## Vida personal
Carmouche es abiertamente lesbiana, y tiene un hijo con su esposa.

## Campeonatos y logros
- Bellator MMA
  - Campeona Mundial de Peso Mosca Femenino de Bellator (una vez, actual)

## Récord en artes marciales mixtas
| Resultado | Récord | Oponente                     | Método                      | Evento                                           | Fecha                    | Ronda | Tiempo | Localización            | Notas                                                      |
| --------- | ------ | ---------------------------- | --------------------------- | ------------------------------------------------ | ------------------------ | ----- | ------ | ----------------------- | ---------------------------------------------------------- |
| Victoria  | 18–7   | Juliana Velasquez            | Sumisión (armbar)           | Bellator 289                                     | 9 de diciembre de 2022   | 2     | 4:24   | Connecticut             | Defendió el Campeonato de Peso Mosca femenino de Bellator  |
| Victoria  | 17–7   | Juliana Velasquez            | TKO (Codazos)               | Bellator 278                                     | 22 de abril de 2022      | 4     | 4:47   | Honolulu, Hawái         | Ganó el Campeonato de Peso Mosca femenino de Bellator      |
| Victoria  | 16–7   | Kana Watanabe                | TKO (Golpes)                | Bellator 261                                     | 25 de junio de 2021      | 1     | 0:35   | Connecticut             |                                                            |
| Victoria  | 15–7   | Vanessa Porto                | Decisión (Unánime)          | bellator 256                                     | 9 de abril de 2021       | 3     | 5:00   | Connecticut             |                                                            |
| Victoria  | 14–7   | DeAnna Bennett               | Sumisión (Rear-Naked Choke) | Bellator 246                                     | 12 de septiembre de 2020 | 3     | 3:17   | Connecticut             | Catchweight en 131.7 lbs (Bennett no dio el peso)          |
| Derrota   | 13–7   | Valentina Shevchenko         | Decisión (unánime)          | UFC Fight Night: Shevchenko vs. Carmouche 2      | 10 de agosto de 2019     | 5     | 5:00   | Montevideo              | Por el Campeonato de Peso Mosca de Mujeres de UFC.         |
| Victoria  | 13–6   | Lucie Pudilová               | Decisión (unánime)          | UFC Fight Night: Błachowicz vs. Santos           | 23 de febrero de 2019    | 3     | 5:00   | Praga                   |                                                            |
| Victoria  | 12–6   | Jennifer Maia                | Decisión (unánime)          | UFC Fight Night: dos Santos vs. Ivanov           | 14 de julio de 2018      | 3     | 5:00   | Boise, Idaho            |                                                            |
| Derrota   | 11–6   | Alexis Davis                 | Decisión (dividida)         | UFC Fight Night: Swanson vs. Ortega              | 9 de diciembre de 2017   | 3     | 5:00   | Fresno, California      | Debut en peso mosca.                                       |
| Victoria  | 11–5   | Katlyn Chookagian            | Decisión (dividida)         | UFC 205                                          | 12 de noviembre de 2016  | 3     | 5:00   | Nueva York, Nueva York  |                                                            |
| Victoria  | 10–5   | Lauren Murphy                | Decisión (unánime)          | UFC Fight Night: Mendes vs. Lamas                | 4 de abril de 2015       | 3     | 5:00   | Fairfax, Virginia       |                                                            |
| Derrota   | 9–5    | Miesha Tate                  | Decisión (unánime)          | UFC on Fox: Werdum vs. Browne                    | 19 de abril de 2014      | 3     | 5:00   | Orlando, Florida        |                                                            |
| Derrota   | 9–4    | Alexis Davis                 | Decisión (unánime)          | UFC: Fight for the Troops 3                      | 6 de noviembre de 2013   | 3     | 5:00   | Fort Campbell, Kentucky |                                                            |
| Victoria  | 9–3    | Jéssica Andrade              | TKO (golpes y codazos)      | UFC on Fox: Johnson vs. Moraga                   | 27 de julio de 2013      | 2     | 3:57   | Seattle, Washington     |                                                            |
| Derrota   | 8–3    | Ronda Rousey                 | Sumisión (armbar)           | UFC 157                                          | 23 de febrero de 2013    | 1     | 4:49   | Anaheim, California     | Por el Campeonato de Peso Gallo de Mujeres de UFC.         |
| Victoria  | 8–2    | Kaitlin Young                | Sumisión (rear-naked choke) | Invicta FC 2                                     | 28 de julio de 2012      | 2     | 3:34   | Kansas City, Kansas     |                                                            |
| Victoria  | 7–2    | Ashleigh Curry               | TKO (golpes)                | Invicta FC 1                                     | 28 de abril de 2012      | 1     | 1:58   | Kansas City, Kansas     |                                                            |
| Derrota   | 6–2    | Sarah Kaufman                | Decisión (unánime)          | Strikeforce Challengers: Voelker vs. Bowling III | 22 de julio de 2011      | 3     | 5:00   | Las Vegas, Nevada       |                                                            |
| Derrota   | 6–1    | Marloes Coenen               | Sumisión (triangle choke)   | Strikeforce: Feijao vs. Henderson                | 5 de marzo de 2011       | 4     | 1:29   | Columbus, Ohio          | Por el Campeonato de Peso Gallo de Mujeres de Strikeforce. |
| Victoria  | 6–0    | Jan Finney                   | TKO (golpes)                | Strikeforce Challengers: Wilcox vs. Ribeiro      | 19 de noviembre de 2010  | 3     | 1:30   | Jackson, Misisipi       |                                                            |
| Victoria  | 5–0    | Valentina Shevchenko         | TKO (parada médica)         | C3 Fights: Red River Rivalry                     | 30 de septiembre de 2010 | 2     | 3:00   | Concho, Oklahoma        |                                                            |
| Victoria  | 4–0    | Colleen Schneider            | Decisión (unánime)          | Strikeforce Challengers: Riggs vs. Taylor        | 13 de agosto de 2010     | 2     | 3:00   | Phoenix, Arizona        |                                                            |
| Victoria  | 3–0    | Margarita de la Cruz Ramírez | TKO (parada médica)         | UWC México 7                                     | 26 de junio de 2010      | 2     | 5:00   | Tijuana                 |                                                            |
| Victoria  | 2–0    | Aleena Albertson             | Sumisión (armbar)           | Native Fighting Championship 5                   | 29 de mayo de 2010       | 2     | 0:48   | Campo, California       |                                                            |
| Victoria  | 1–0    | Trudie Ginn                  | KO (patada al cuerpo)       | Evento Independiente                             | 13 de marzo de 2010      | 1     | 2:59   | Tijuana                 |                                                            |